# Mateusz Kościukiewicz
Mateusz Kościukiewicz (sinh ngày 1 tháng 5 năm 1986 tại Nowy Tomyśl) là một diễn viên điện ảnh người Ba Lan.

## Sự nghiệp
Năm 2010, với vai diễn trong phim Matka Teresa od kotów của đạo diễn Paweł Sala, Mateusz Kościukiewicz nhận Giải thưởng Liên hoan phim quốc tế Karlovy Vary ở hạng mục Nam diễn viên chính xuất sắc nhất. Cùng năm, anh vinh dự nhận Giải thưởng Zbigniew Cybulski. Năm 2011, với vai diễn trong phim All That I Love, Mateusz Kościukiewicz nhận Giải thưởng Đại bàng ở hạng mục Phát hiện của năm.

## Đời tư
Mateusz Kościukiewicz kết hôn với đạo diễn Malgorzata Szumowska vào năm 2011. Cặp đôi có một cô con gái tên là Alina (sinh năm 2012).

## Thành tích nghệ thuật
Danh sách các bộ phim Mateusz Kościukiewicz từng tham gia:
- 2009: Sweet Rush
- 2009: All That I Love trong vai Janek
- 2010: Mother Teresa of Cats trong vai Artur [4]
- 2011: Sala samobójców
- 2012: Shameless trong vai Tadek
- 2013: Bejbi blues trong vai Seba [5]
- 2013: Baczyński trong vai Krzysztof Kamil Baczyński [6]
- 2013: In the Name Of trong vai "Dynia" Lukasz
- 2013: Walesa. Man of Hope trong vai Krzysiek
- 2013: Bilet na Księżyc trong vai Antoni Sikora [7]
- 2015: 11 Minutes
- 2015: Disco Polo - đồng biên kịch [8]
- 2015: Panie Dulskie trong vai Zbyniu [9]
- 2015: Elixir trong vai Louis [10]
- 2015: Francesco trong vai Francis of Assisi [11]
- 2017: Amok trong vai Krystian Bala [12]
- 2017: Gwiazdy trong vai Jan Banaś [13]
- 2017: Breaking the Limits trong vai Andrzej
- 2018: Mug trong vai Jacek
- 2018: Diagnosis (sê-ri TVN) trong vai Paweł Wilecki
- 2018: 1983 (sê-ri Netflix) trong vai Kamil Zatoń
- 2019: Solid Gold trong vai Solarz
- 2019: Żużel trong vai Riczi
- 2020: The Informer trong vai Staszek
- 2020: Eagle. Last Patrol trong vai Andrzej Piasecki